# اوکوبوجی (آیووا)
اوکوبوجی (به انگلیسی: Okoboji) شهری در ایالت آیووا کشور ایالات متحده آمریکا است که جمعیت آن در سرشماری سال ۲۰۱۰ میلادی، ۸۰۷ نفر بوده‌است.